# Jakov Alexandrovič Malik
Jakov Alexandrovič Malik (rusky Яков Александрович Малик; 6. prosince 1906 – 11. února 1980) byl sovětský diplomat, stálý zástupce Sovětského svazu při Organizaci spojených národů v letech 1948 až 1952 a znovu 1968 až 1976.

## Život
Narodil se v tehdejší Charkovské gubernii carského Ruska, na území dnešní Ukrajiny. V roce 1930 absolvoval s vyznamenáním Charkovský institut národního hospodářství. Poté pracoval jako ekonom v Charkově. V letech 1935 až 1937 studoval na Institutu diplomatických a konzulárních zaměstnanců Ministerstva zahraničních věcí SSSR v Moskvě. Následně pracoval do roku 1939 na Ministerstvu zahraničních věcí SSSR jako referent a později jako zástupce vedoucího tiskového oddělení. Mluvil plynně japonsky, anglicky a francouzsky. V roce 1939 získal post zplnomocněného zástupce SSSR v Japonsku a dne 18. května 1942 mimořádného zplnomocněného vyslance SSSR tamtéž. Dne 8. srpna 1945 předal japonské vládě nótu o vyhlášení sovětsko-japonské války.
Od 9. srpna 1945 do srpna 1946 působil ve funkci politického poradce Spojenecké rady v Japonsku. V prosinci 1945 se jako člen delegace SSSR podílel na jednání ministrů zahraničních věcí SSSR, USA a Velké Británie v Moskvě. Dne 24. ledna 1947 byl jmenován náměstkem ministra zahraničních věcí Vjačeslava Molotova. Po roce práce na ministerstvu byl jmenován stálým zástupcem SSSR při OSN. Poté odešel na post prvního náměstka ministra zahraničních věcí Andreje Vyšinského. Po Stalinově smrti se stal velvyslancem ve Velké Británii. V roce 1960 se vrátil do Moskvy jako náměstek ministra zahraničních věcí Andreje Gromyka.
Roku 1968 se opět stal stálým zástupcem SSSR při OSN, tuto funkci vykonával až do roku 1976, kdy odešel do důchodu. Malik je také známý pro svůj přednes a obhajobu sovětských motivů okupace Československa v srpnu 1968. V Radě bezpečnosti navíc vetoval dvě rezoluce, přičemž první požadovala propuštění zadržených československých politiků a stažení invazních sil ze země, druhá oproti tomu navrhovala vyslat do Československa speciální vyslance.
Zemřel dne 11. února 1980 a pochován byl na Novoděvičím hřbitově v Moskvě. Za svou diplomatickou kariéru obdržel tři Řády Lenina a medaili Za hrdinskou práci ve Velké vlastenecké válce 1941–1945.